# Hans livs match
Hans livs match är en svensk komedifilm från 1932 i regi av Per-Axel Branner. I huvudrollerna ses Björn Berglund, Birgit Tengroth och Sigurd Wallén.

## Handling
Gunnar Gawell är murarlärling på ett bygge men även en mycket duktig fotbollsspelare. Han blir uttagen till landslaget och får spela match mot Danmark. Gunnar erbjuds en muta om han låter det danska laget vinna matchen. Istället spelar han sin livs match och skjuter de avgörande målen i matchen. Handlingen är löst baserat på Sven Rydells insats i Sveriges seger över Danmark 1931, där han sköt två mål.

## Om filmen
Filmen hade premiär den 18 januari 1932 i Stockholm och Uppsala. Många scener togs vid riktiga landslagsmatcher. Hans livs match har även visats i SVT.

## Rollista i urval
- Georg Blomstedt – byggmästare Gawell
- Björn Berglund – Gunnar "Nicken" Gawell, hans son
- Sigurd Wallén – Jonas Häggblom
- Ruth Weijden – Karolina Häggblom, hans fru
- Birgit Tengroth – Ann-Mari Häggblom, Häggbloms dotter
- Harry Isacsson – Kalle Häggblom, Häggbloms son
- Håkan Westergren – Freddy "direktören" Bellin
- Nils Lundell – "tippningsgeneralen" Danzig
- Carl Ström – Karlsson, murare
- Sven-Olof Sandberg – sångare på dansrestaurangen
- Sven Jerring – kommentator på Stockholms stadion
- Julia Cæsar – käring i fönster
- Ernst Rolf – hejaklacksledaren
- Sigge Fürst – dansande restauranggäst
- Anna-Lisa Berg – hans danspartner
- Kotti Chave – ung man i fotbollspubliken

## DVD
Filmen gavs ut på DVD 2018.